# Myrtletown
Myrtletown és una concentració de població designada pel cens dels Estats Units a l'estat de Califòrnia. Segons el cens del 2000 tenia 4.459 habitants.

## Demografia
Segons el cens del 2000, Myrtletown tenia 4.459 habitants, 1.738 habitatges, i 1.119 famílies. La densitat de població era de 808,3 habitants/km².
Dels 1.738 habitatges en un 31,1% hi vivien nens de menys de 18 anys, en un 47,8% hi vivien parelles casades, en un 11,5% dones solteres, i en un 35,6% no eren unitats familiars. En el 27,6% dels habitatges hi vivien persones soles l'11% de les quals corresponia a persones de 65 anys o més que vivien soles. El nombre mitjà de persones vivint en cada habitatge era de 2,42 i el nombre mitjà de persones que vivien en cada família era de 2,92.
Per edats la població es repartia de la següent manera: un 23,5% tenia menys de 18 anys, un 8% entre 18 i 24, un 27,1% entre 25 i 44, un 22,7% de 45 a 60 i un 18,6% 65 anys o més.
L'edat mitjana era de 39 anys. Per cada 100 dones de 18 o més anys hi havia 82,5 homes.
La renda mitjana per habitatge era de 37.417 $ i la renda mitjana per família de 43.250 $. Els homes tenien una renda mitjana de 32.500 $ mentre que les dones 22.161 $. La renda per capita de la població era de 19.057 $. Entorn del 14,4% de les famílies i el 13,3% de la població estaven per davall del llindar de pobresa.

## Poblacions més properes
El següent diagrama mostra les poblacions més properes.